# Stina Viktorsson
Stina Viktorsson (ur. 27 czerwca 1985 w Västerås), szwedzka curlerka, mistrzyni Europy 2010. Mieszka w Umeå a reprezentuje Skellefteå Curlingklubb.
Viktorsson zaczęła uprawiać curling w 1997. Po 6 latach wygrała mistrzostwa Szwecji juniorów i nie oddawała tego tytułu przez cztery lata, do 2006. Przez pierwsze trzy lata tj. 2003–2005 zespół ze Skellefteå kwalifikował się do fazy finałowej. W 2003 Viktorsson nie wywalczyła medalu przegrywając z Włoszkami (Diana Gaspari) 4:7. Rok później Szwedki wygrały już mecz o brąz przeciwko Amerykankom (Aileen Sormunen). W 2005 w półfinale pokonały Danię (Madeleine Dupont) 7:4 i awansowały do finału. Zdobyły jednak srebrne medale, lepsze okazały się Szwajcarki (Tania Grivel). Podczas ostatniego występu na mistrzostwach świata juniorów zespół Stiny uplasował się na 8. pozycji.
Stina Viktorsson w 2007 była kapitanem reprezentacji na Zimowej Uniwersjadzie. Szwedki przegrywając 6:7 mały finał przeciwko Japonkom (Moe Meguro) zajęły 4. miejsce. Wystąpiła także na Uniwersjadzie 2009 plasując się na 6. lokacie.
W rozgrywkach w pełni seniorskich Stina Viktorsson zadebiutowała na Mistrzostwach Świata 2008, po wygraniu Elitserien 2007/2008. Jej ekipa z bilansem 6 wygranych i 5 porażek zajęła 6. miejsce. Po dwóch latach Viktorsson wygrała mistrzostwa kraju, które stanowią kwalifikacje na mistrzostwa Europy.
Szwedki Mistrzostwa Europy 2010 zaczęły od 5 wygranych, ostatecznie Round Robin z bilansem 6-3 zakończyły na 4. miejscu. W niższym meczu playoff Viktorsson pokonała 5:3 Szwajcarki (Mirjam Ott), następnie zespół ponownie był lepszy od Rosjanek (Ludmiła Priwiwkowa), które uległy 7:5. W finale zespół zmierzył się ze Szkocją (Eve Muirhead), wynikiem 8:6 Viktorsson sięgnęła po swój pierwszy tytuł mistrzowski.
Viktorsson brała udział także w rywalizacji mikstowej, jako trzecia w zespole Niklasa Edina zdobyła srebrny medal Mistrzostw Europy Mikstów 2005. Szwedzi przegrali wówczas finał przeciwko Finom (Markku Uusipaavalniemi).
W 2011 zakończyła karierę sportową.

## Wielki Szlem
| Turniej                | 2010/2011 |
| ---------------------- | --------- |
| Autumn Gold            | x         |
| Manitoba Lotteries     | A         |
| Sobeys Slam            | A         |
| Players’ Championships | x         |

| —  | = turniej nie odbył się                     |
| A  | = nie uczestniczyła                         |
| x  | = nie zakwalifikowała się do fazy finałowej |
| QF | = ćwierćfinał                               |
| SF | = półfinał                                  |
| F  | = finał                                     |
| W  | = zwycięstwo                                |

## Drużyna
|           | Czwarta          | Trzecia           | Druga                   | Otwierająca            |
| --------- | ---------------- | ----------------- | ----------------------- | ---------------------- |
| 2010/2011 | Stina Viktorsson | Christina Bertrup | Maria Wennerström       | Margaretha Sigfridsson |
| ZU 2009   | Stina Viktorsson | Maria Wennerström | Anna Domeij             | Sara Carlsson          |
| 2007/2008 | Stina Viktorsson | Maria Prytz       | Maria Wennerström       | Margaretha Sigfridsson |
| ZU 2007   | Stina Viktorsson | Maria Wennerström | Hedvig Kamp             | Sigrid Kamp            |
| 2005/2006 | Stina Viktorsson | Sofie Sidén       | Maria Wennerström       | Matilda Rodin          |
| 2004/2005 | Stina Viktorsson | Sofie Sidén       | Maria Wennerström       | Jenny Zetterquist      |
| 2003/2004 | Stina Viktorsson | Sofie Sidén       | Anna Viktorsson         | Maria Wennerström      |
| 2002/2003 | Lisa Löfskog     | Stina Viktorsson  | Ann-Christine Nordqvist | Jenny Hammarström      |

Drużyny mikstowe
|           | Czwarty/-a  | Trzeci/-a        | Drugi/-a         | Otwierający/-a  |
| --------- | ----------- | ---------------- | ---------------- | --------------- |
| 2007/2008 | Niklas Edin | Stina Viktorsson | Sebastian Kraupp | Anna Viktorsson |